# Барвінківська волость
Барвінківська волость — адміністративно-територіальна одиниця Ізюмського повіту Харківської губернії з центром у слободі Барвінкове.
Станом на 1885 рік складалася з 4 поселень, 2 сільських громад. Населення — 6099 осіб (3070 чоловічої статі та 3029 — жіночої), 1096 дворових господарства.
|                     | Площа, десятин | У тому числі орної, дес. |
| ------------------- | -------------- | ------------------------ |
| Сільських громад    | 13651          | 6760                     |
| Приватної власності | —              | —                        |
| Іншої власності     | 120            | 90                       |
| Загалом             | 13771          | 6850                     |

Єдине поселення волості:
- Барвінкове — колишня державна слобода при річці Лукноваха за 45 верст від повітового міста, 6099 осіб, 1096 дворів, православна церква, школа, залізнична станція, поштове відділення, 10 лавок, 3 постоялих двори, базари по неділях, 4 ярмарки на рік, паровий млин, 2 слюсарні майстерні.